# Илијан Кирјаков
Илијан Иванов Кирјаков (буг. Илиян Иванов Киряков; 4. август 1967) бивши је бугарски фудбалер, након завршетка играчке каријере постао је фудбалски тренер.

## Каријера

### Клуб
Рођен је у малом месту Лесичери. У Бугарској је наступао за Етар Велико Трново и ЦСКА Софију. Од 1991. године одлази у иностранство, а потписао је уговор са шпанском екипом Депортиво ла Коруња. У првој сезони био је стандардни првотимац (пропустио је само три меча у Ла Лиги).
Кирјаков је наставио каријеру у Шпанији, када је у сезони 1993/94, играо за друголигаша Мериду. Потом се вратио у Бугарску и још годину дана играо за ЦСКА Софију. Лета 1995. потписао је уговор са кипарским клубом Анортозис из Фамагусте.
Кирјаков је провео наредних пет година у Шкотској, играјући за Абердин (постигао један гол против Данди јунајтеда), Ејрдронијанс (играо пет месеци) и Рајт Роверс.
Након тога је играо за аматерске клубове у отаџбини, прво за Чумерна Елену, потом за ЦСКА Лесичери који је играо у регионалној лиги, а затим и за други регионални клуб Росица Поликрајиште. Дефинитивно се повукао 2002. године, играјући за нижеразредни клуб Јантра 2002.

### Репрезентација
За репрезентацију Бугарске је дебитовао 1988. године. Учествовао је на финалним турнирима Светског првенства 1994. (четврто место) и на Европском првенству 1996. Укупно је за репрезентацију одиграо 53 утакмице и постигао 5 голова.

## Успеси

### Клуб
Етар Велико Трново
- Прва лига Бугарске: 1990/91.

### Репрезентација
Бугарска
- Светско првенство: четврто место 1994.